# Burgerlijk Kruis van Verdienste (Oostenrijk-Hongarije)

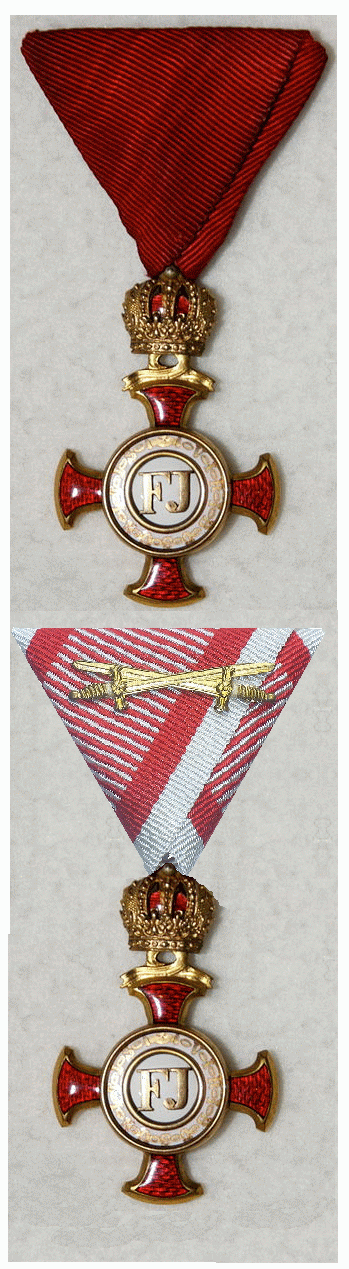
Gouden Kruis met Kroon aan vredes- en oorlogslint.

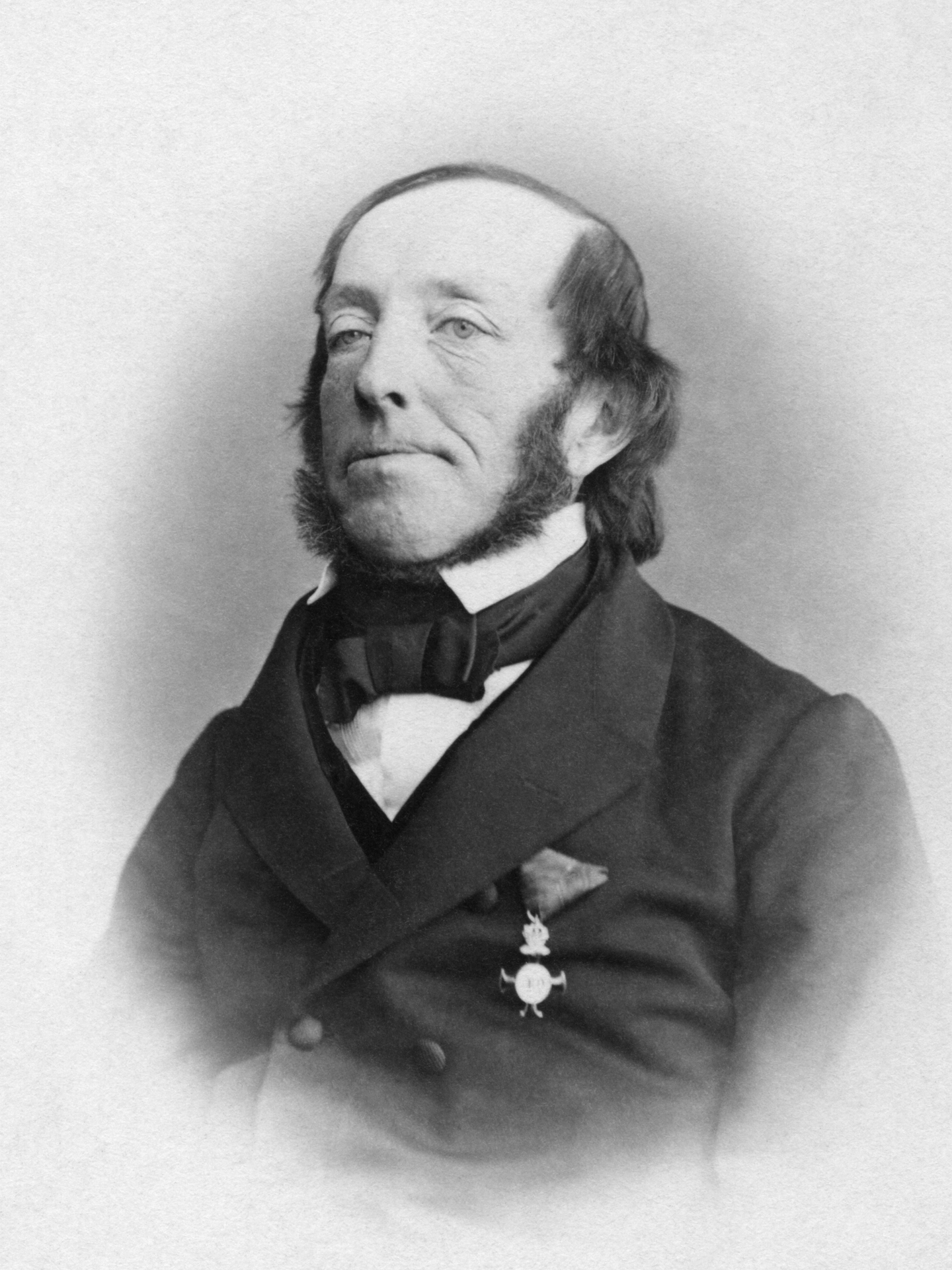
De fabrikant Christof Weinmeister poseert na 1862 met zijn Gouden Kruis met Kroon

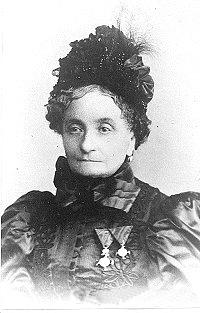
De Oostenrijkse modiste en modejournaliste Therese Mirani

Het Burgerlijk Kruis van Verdienste (Duits: Zivil-Verdienstkreuz) was een van de vele onderscheidingen van de dubbelmonarchie Oostenrijk-Hongarije. De onderscheiding — het was géén ridderorde — werd met name bij jubilea uitgereikt.
De onderscheiding werd op 16 februari 1850 ingesteld door keizer Frans Jozef I van Oostenrijk, Apostolisch Koning van Hongarije. Het kruis bleef tot 1 april 1916 in dezelfde vorm en in de in 1850 vastgestelde vier klassen bestaan. In dat oorlogsjaar breidde keizer Karel I van Oostenrijk het Burgerlijk Kruis van Verdienste uit met een veel goedkoper IJzeren Kruis van Verdienste, al dan niet met Kroon, dat uitsluitend voor manschappen in het leger was bestemd.
In het instellingsbesluit sprak de nieuwe keizer Frans Jozef I van Oostenrijk van een "... beloning voor trouwe en steeds bewaarde aanhankelijkheid aan de keizer en het vaderland, meerjarige erkende en prijzenswaardige dienst in de overheidsorganen of andere verdiensten voor het algemeen welzijn".
De achterliggende reden van de instelling van deze onderscheiding was gebaseerd op de emancipatie van de bourgeoisie en de middenstand. In de 19e eeuw ontwikkelde zich ook een steeds uitgebreidere en geraffineerder georganiseerde bureaucratie. De Oostenrijkse ridderorden werden spaarzaam verleend, de dragers verwierven in de orden, met uitzondering van de in 1849 ingestelde Frans Jozef-Orde, persoonlijke adeldom en in het strikt in rangen en standen georganiseerde Oostenrijk was het ondenkbaar om lager op de maatschappelijke ladder gesitueerde personen te decoreren met een ridderorde. Toch verwachtten steeds meer mensen een onderscheiding, in de 19e eeuw beleefde de Europese onderscheiding een hoogconjunctuur.
De onderscheiding is verwant aan de iets oudere Frans Jozef-Orde. Het kruis is met hetzelfde rode emaille versierd en draagt hetzelfde monogram. Ook het lint waaraan het Burgerlijk Kruis van Verdienste werd gedragen was gelijk aan dat van de hoger ingeschaalde Frans Jozef-Orde.
Het decoratiebeleid van de Oostenrijkse staat was zeer ondoorzichtig en gecompliceerd. Onder de dragers van de kruizen vindt men architecten, priesters, fabrikanten zoals Wilhelm Kralik von Meyrswalden en Christof Weinmeister, de beroemde sopraan Irene Abendroth, rabbijn David Herzog, leraren en zelfs de keizerlijke kamerheer graaf Franz von Harrach. Mensen die "met hun handen werkten" kregen voornamelijk de minder hoog ingeschatte medailles.
Ook dames zoals de journaliste en lerares Emilie Bach droegen het Burgerlijk Kruis van Verdienste. Zij konden destijds door de strikte uitleg van het begrip "Ridder" niet worden opgenomen in een Oostenrijkse ridderorde. Alleen de twee damesorden stonden voor hen open. Een ridder is, zo stelde men vast, altijd een man.

## De zes graden
- Gouden Kruis van Verdienste met de Kroon, (Duits: "Goldenes Verdienstkreuz mit der Krone").
- Gouden Kruis van Verdienste, (Duits: "Goldenes Verdienstkreuz").
- Zilveren Kruis van Verdienste met de Kroon, (Duits: "Silbernes Verdienstkreuz mit der Krone").
- Zilveren Kruis van Verdienste, (Duits: "Silbernes Verdienstkreuz").
- IJzeren Kruis van Verdienste met de Kroon,(Duits: "Eisernes Verdienstkreuz mit der Krone"), ingesteld op 1 april 1916.
- IJzeren Kruis van Verdienste, (Duits: "Eisernes Verdienstkreuz"), ingesteld op 1 april 1916.

Op 13 december 1916 voerde keizer Karel het Burgerlijk Kruis van Verdienste met de Zwaarden, (Duits: "Schwerter zum Verdienstkreuz") in. Deze zwaarden werden in alle zes graden van het kruis in de armen van de onderscheiding aangebracht. Deze zwaarden werden voor dapperheid verleend. Zwaarden en militaire toekenningen van een "Zivil-Verdienstkreuz" werden door de Oostenrijkse regering niet ongerijmd of ongebruikelijk gevonden.

## Het versiersel
Het versiersel is een kruis met vier breder wordende en in een ronding eindigende rood geëmailleerde armen. Op het centrale ronde medaillon is op de voorzijde in gegoten gouden letters het keizerlijk monogram "F J", van de stichter geplaatst. Op de ring staat het motto waaronder Frans Jozef I zijn regering was begonnen "VIRIBUS UNITIS" onder twee handen die in een handdruk verenigd zijn. Op de keerzijde staat het stichtingsjaar 1849 in dikke gegoten letters. Het jaartal is net als het monogram met stiften aan het medaillon bevestigd.
De Oostenrijkse regering liet kostbare onderscheidingen vervaardigen. De gouden kruisen zijn van goud en niet van verguld zilver. Zij dragen een keur op de ring. Er zijn verschillende uitvoeringen van de kruisen bekend. Soms ontbreekt de rood geëmailleerde voering in de Rudolfinische keizerskroon die als verhoging van het kruis werd gebruikt.
Als keur komt de Gemsenkopfpunze (750 delen goud) voor. Zilveren kruizen dragen de Dianakopfpunze. Onder de leveranciers vindt men Mssrs. Braun in Wenen, Mrssrs. V.Mayer en "Zimbler Wien VII , k.u.k.Hof - Lieferant , Burggasse 33". De onderscheiding werd in en rood doosje met opdruk geleverd.
Keizer Karel bleef na zijn opvolging kruisen met het monogram van zijn oudoom Frans Jozef uitreiken. Ook op de niet geëmailleerde ijzeren kruisen staan diens initialen en het jaartal 1849.
Men droeg het kruis aan een tot een driehoek gevouwen rood zijden lint op de linkerborst. Dit lint wordt ook voor de Frans Jozef-Orde gebruikt. Het Burgerlijk Kruis van Verdienste lijkt sterk op deze in het protocol laagst geplaatste Oostenrijkse ridderorde, ook de kruisen van de Frans Jozef-Orde zijn immers rood geëmailleerd, maar het maakt daar geen deel van uit. In de indertijd officieel door de Oostenrijkse regering vastgestelde Draagvolgorde van de Oostenrijkse onderscheidingen komt het Burgerlijk Kruis van Verdienste in Goud met Kroon op de 38e plaats voor de Gouden Medaille voor Dapperheid. Het Burgerlijk Kruis van Verdienste in IJzer komt op de 45e plaats vóór het Karl-Truppen-Kreuz.
De dames die het Burgerlijk Kruis van Verdienste mochten dragen deden dat, voor zover dat op foto's te zien is, niet aan de voor het vrouwelijk geslacht gebruikelijke strik op de linkerschouder maar aan hetzelfde driehoekige lint als de heren.
Op rokkostuums werd een miniatuur van het kruis aan een klein lint of aan een kettinkje gedragen.
Op 20 september 1914 liet keizer Frans Jozef bekendmaken dat de in de strijd gewonnen Burgerlijke Kruisen van Verdienste aan het lint van de Medaille voor Dapperheid (Duits: "Ehren-Denkmünze für Tapferkeit") mochten worden gedragen. Op het lint werden twee gekruiste zwaarden aangebracht.

## De verhouding tussen de Kruizen van verdienste en de andere onderscheidingen
In een willekeurig Oostenrijk-Hongaars legeronderdeel, het K.u.k. Infanterieregiment Nr. 14 "Großherzog von Hessen" dat in de Eerste Wereldoorlog aan het front stond werden de volgende onderscheidingen uitgereikt:
- Ritterkreuz des Militär-Maria-Theresien-Ordens 2
- Militär-Verdienstkreuz II. Klasse 1
- Orden der Eisernen Krone II. Klasse 3
- Ritterkreuz des Leopold-Ordens 9
- Offizierskreuz des Franz-Joseph-Ordens 1
- Orden der Eisernen Krone III. Klasse 58
- Ritterkreuz des Franz-Joseph-Ordens 19
- Goldene Tapferkeitsmedaille für Offiziere 9
- Militärverdienstkreuz III. Klasse 225
- Geistliches Verdienstkreuz 4
- Silberne Militär-Verdienstmedaille 148
- Bronzene Militär-Verdienstmedaille 431
- Goldene Tapferkeitsmedaille 29
- Goldenes Verdienstkreuz mit der Krone 20
- Goldenes Verdienstkreuz 67
- Silberne Tapferkeitsmedaille I. Klasse 1103
- Silberne Tapferkeitsmedaille II. Klasse 4577
- Silbernes Verdienstkreuz mit der Krone 4
- Silbernes Verdienstkreuz 17
- Bronzene Tapferkeitsmedaille 6807
- Eisernes Verdienstkreuz mit der Krone 123
- Eisernes Verdienstkreuz 685

Tegenover 92 benoemingen in de Oostenrijkse ridderorden staan 916 Kruizen van Verdienste.
Bij de medailles voor dapperheid staan 38 kostbare gouden medailles tegenover meer dan 11000 zilveren en bronzen medailles.
Het Militär-Verdienstkreuz was een bijzondere onderscheiding, daarvan werden slechts 226 exemplaren uitgereikt waarvan één aan een lint om de hals werd gedragen.

## Weblinks
- Militärverdienstkreuze Monarchie auf der Website des Landes Steiermark